# Tolmerus oromii
Tolmerus oromii is een vliegensoort uit de familie van de roofvliegen (Asilidae). De wetenschappelijke naam van de soort is voor het eerst geldig gepubliceerd in 2006 door Hradský & Bosák.